# Sénéchal
La Sénéchal è stata una casa automobilistica francese attiva dal 1921 al 1929.

## Storia
Nella sua breve storia, la Sénéchal seppe ritagliarsi un piccolo spazio di notorietà grazie alla competitività delle sue vetture sia in ambito sportivo che in quello della produzione di serie.
La Casa fu fondata da Robert Sénéchal, un ex-pilota da sempre dotato di un grosso talento per la meccanica. Come molte altre Case automobilistiche francesi nate all'inizio degli anni venti, anche la Sénéchal si specializzò immediatamente in autocicli, come faceva chiaramente intendere la ragione sociale per esteso, Cyclecars Robert Sénéchal. I motori per queste vetturette vennero forniti dalla Ruby e per pubblicizzare i propri modelli, Robert Sénéchal non esitò a iscrivere alcune vetture in diverse gare sportive dei primi anni '20, tornando lui stesso a vestire i panni del pilota. I consensi nei confronti delle vetture Sénéchal furono talmente numerosi da mettere in difficoltà la stessa produzione di modelli, poiché la domanda si rivelò di gran lunga superiore alle potenzialità del piccolo stabilimento di Courbevoie, dove la Sénéchal aveva la sua sede operativa. Venne quindi stretto un accordo con la Chenard & Walcker, a cui venne delegata una parte della produzione della Sénéchal. A partire dal 1925, quest'ultima passerà direttamente sotto il controllo della casa di Gennevilliers, assai interessata alla produzione di cyclecars in quanto la sua gamma ne era priva. Tuttavia durante la seconda metà degli anni '20, il mercato delle cyclecars cominciò a calare: fino al 1928 il marchio Sénéchal fu presente alle varie kermesse automobilistiche dell'epoca, compreso il Salone di Parigi, dove per l'ultima volta la casa di Courbevoie espose un modello con motore da 1,1 litri e 7 CV di potenza massima ed un altro con motore da 1,5 litri e potenza massima di 9 CV. Anche la progressiva diffusione di vetture come le Citroën, più moderne e relativamente meno costose sancì la chiusura della Sénéchal, avvenuta nel corso del 1929. Durante questi ultimi anni di attività del piccolo costruttore di Courbevoie, Robert Sénéchal continuò a correre ed anzi, quando il marchio da lui fondato cessò di esistere, passò a correre per altri costruttori, fra cui la Delage.

## Modelli prodotti
Quattro furono i modelli stradali proposti negli otto anni di attività della Sénéchal:
- il più semplice ed economico era il B4, equipaggiato da un bicilindrico a V di 45° della cilindrata di 904 cm³ e con distribuzione a valvole laterali.
- Vi era poi il BM, equipaggiato da un 4 cilindri da 900 cm³ in grado di erogare 18 CV di potenza massima.
- Seguiva poi il B5S, dotato di un quattro cilindri da 980 cm³ da 24 CV. Tale modello verrà poi sostituito dalla 7CV Sport dotata di motore da 970 cm³, sempre a 4 cilindri.
- Infine vi era il modello Supersport con motore da 1.1 litri e 33 CV di potenza massima.

Al mondo delle gare, la Sénéchal approdò grazie ad un modello da gara equipaggiato da un motore da 750 cm³, con il quale ottenne un gran successo nelle gare, successo che si rifletté nei dati di vendita delle vetture di serie, tali da rendere famosa la Casa francese anche oltre confine.